# 耶茨巴赫河
53°2′24″N 11°50′48″E / 53.04000°N 11.84667°E
耶茨巴赫河（德語：Jeetzbach），是德國的河流，位於該國東北部，由勃蘭登堡州負責管轄，屬於施泰珀尼茨河的左支流，河道全長20公里，河口處在佩勒貝格附近。